# Assembly Automation
Assembly Automation is een internationaal, aan collegiale toetsing onderworpen wetenschappelijk tijdschrift op het gebied van de regeltechniek (control systems). De naam wordt in literatuurverwijzingen meestal afgekort tot Assemb. Autom.